# Yang Dae-Seung
Yang Dae-Seung es un deportista surcoreano que compitió en taekwondo. Ganó tres medallas de oro en el Campeonato Mundial de Taekwondo entre los años 1987 y 1991.

## Palmarés internacional
| Campeonato Mundial | Campeonato Mundial   | Campeonato Mundial | Campeonato Mundial |
| Año                | Lugar                | Medalla            | Categoría          |
| ------------------ | -------------------- | ------------------ | ------------------ |
| 1987               | Barcelona (España)   | Medalla de oro     | –70 kg             |
| 1989               | Seúl (Corea del Sur) | Medalla de oro     | –70 kg             |
| 1991               | Atenas (Grecia)      | Medalla de oro     | –70 kg             |